# Кобыляки (Звенигородский район)
Кобыляки (укр. Кобиляки) — село в Звенигородском районе Черкасской области Украины. Находится в юго-западной части района, в 26 километрах от райцентра Звенигородка.

## История
Предки нынешних сельчан в период до нашествия монголо-татар жили неподалёку в ныне существующем селе Могилы. После нескольких опустошительных нашествия часть людей стала селиться чуть ниже по течению реки Макшиболото. Название селу дал первый его поселенец Кобиляка.
В селе были большая церковь, имение владевшего селом и соседними землями помещика Вишневского.
В начале XX века некоторые сельчане признанные активными борцами против царизма были сосланы в турхунский край. После революций 1917 года многие из них вернулись с твёрдыми антимонархическими убеждениями, и после создавали различные боевые организации. Так в начале 1918 года были созданы партизанские отряды, которые вступали в противостояние с атаманами Грызли и Тютюнником. А в январе 1920 года сражались с отступающими отрядами Махно.
В развитии села активное участие принял красный командир Григорий Котовский. В 1921 году в селе была создана одна из первых в стране коммуна, первым руководителем которой стал бывший партизан Кизенко. В последующие годы коммуне по инициативе Котовского выделялись лошади и повозки, также была выделена молотилка, а в 1924 году бы построен жилой дом для коммунаров. 15 июля 1924 года Котовский лично посетил село, из коммуны в последующие годы вышло 27 председателей различных колхозов.
В годы Великой Отечественной войны село и всё его хозяйство были полностью уничтожены. Уцелевшие сельчане в Пихвельском лесу, соединившись с бежавшими военнопленными, создали партизанский отряд, позже названный именем Ворошилова.

### Современный период
На сегодняшний день в восстановленном селе имеются сельский клуб фельдшерско-акушерский пункт, библиотека, магазин и сельский клуб. В 2006 году создан учебно-воспитательный комплекс I и II ступеней.
Население по переписи 2001 года составляло 600 человек. Занимает площадь 2,161 км². Почтовый индекс — 20234. Телефонный код — 4740.

## Местный совет
20234, Черкасская обл., Звенигородский р-н, с. Кобыляки